# 1ª Conferência dos Partidos Comunistas da América Latina
A Primeira Conferência dos Partidos Comunistas da América Latina foi em Buenos Aires, Argentina, de 1 a 12 de junho de 1929. Trinta e oito delegados, representando Argentina, Brasil, Bolívia, El Salvador, Guatemala, Cuba, Colômbia, Equador, México, Panamá, Paraguai, Peru, Uruguai e Venezuela participaram do encontro. O único partido comunista estabelecido na região quem não participou foi o Partido Comunista do Chile, que na época sofreu um período de dura repressão sob o governo de Carlos Ibáñez del Campo.
A conferência concordou com uma análise do desenvolvimento político latino-americano, considerando que a revolução na América Latina deve ser anti-imperialista, agrária e democrática. A conferência também se comprometeu a um acordo de solidariedade com a União Soviética.
Ronaldo Munck, Ricardo Falcón e Bernardo Galitelli escreveram que a conferência "estabeleceu o curso do 'Terceiro Período' para o comunismo latino-americano como um todo".